# Чупрово (Вологодский район)
Чупрово — деревня в Вологодском районе Вологодской области.
Входит в состав Новленского сельского поселения (с 1 января 2006 года по 8 апреля 2009 года входила в Нефедовское сельское поселение), с точки зрения административно-территориального деления — в Нефедовский сельсовет.
Расстояние до районного центра Вологды по автодороге — 87 км, до центра муниципального образования Новленского по прямой — 27 км. Ближайшие населённые пункты — Тимошкино, Гуляево, Юркино.
По переписи 2002 года население — 7 человек.
В деревне Чупрово родился Павел Фёдорович Поросенков — участник боёв у озера Хасан, Советско-финской и Великой Отечественной войн, Герой Советского Союза (1940).